# Nicoter

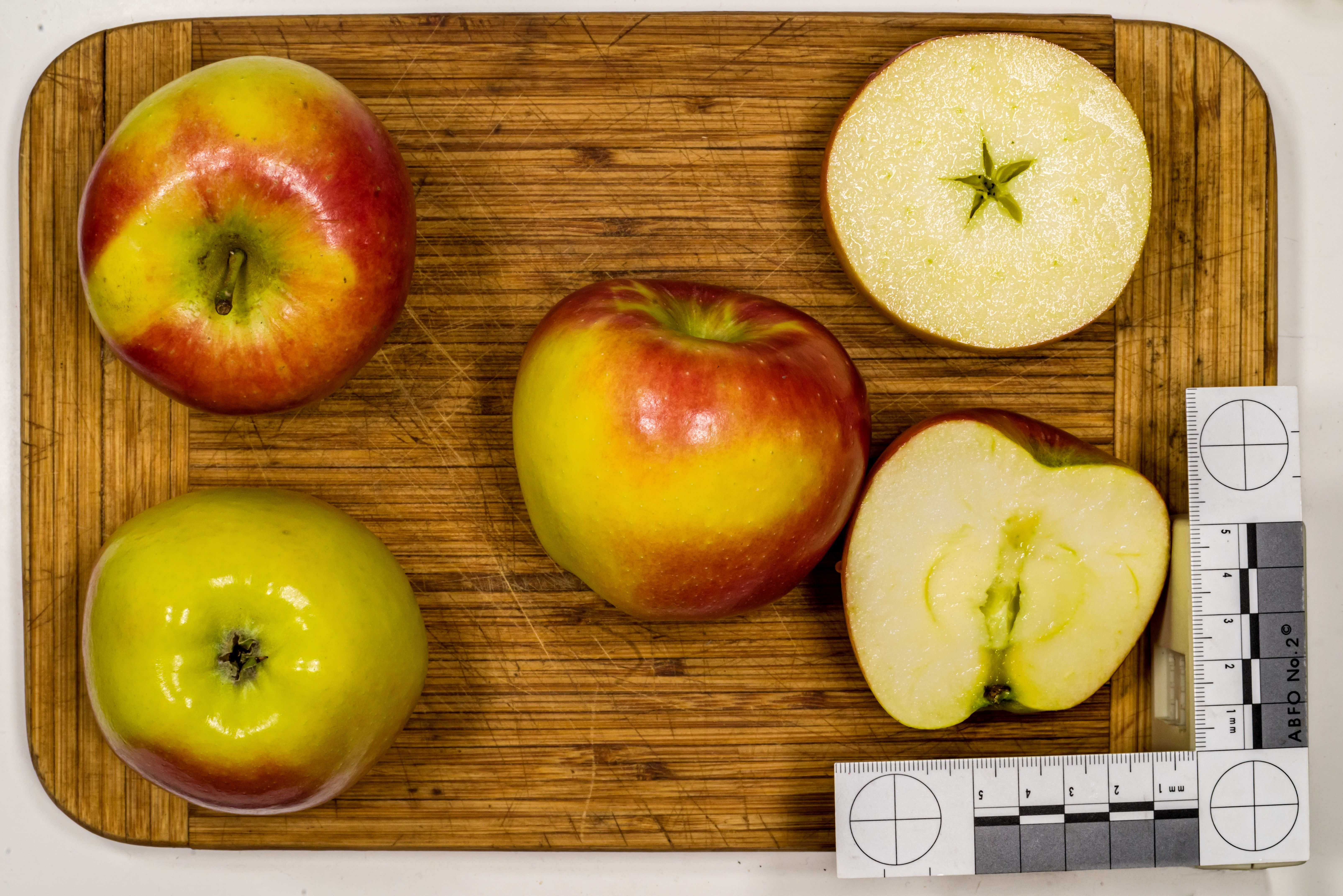
Ansicht der Frucht

Nicoter ist eine Apfelsorte. Die Kreuzung aus Gala und Braeburn wurde von der Universität Leuven und der Baumschule Jo Nicolaï gezüchtet. Die Marke genießt in den Industrieländern Sortenschutz und wird als sogenannte Clubsorte seit 2002 unter dem Markennamen Kanzi auf den Markt gebracht.
Nicoter ähnelt im Aussehen der Muttersorte Gala, ist aber saurer, etwas größer und saftiger als diese. Der Apfel kann in Europa zwischen Südtirol und Norddeutschland angebaut werden. Er ist anfällig für Schorf und eventuell Obstbaumkrebs. Von diversen Clubsorten, die Anfang des 21. Jahrhunderts auf dem Markt auftauchten, ist Nicoter bisher der am Markt erfolgreichste. Nicoter war Anlass für die erste Entscheidung des Europäischen Gerichtshofs zum Thema europäischer Sortenschutz.

## Beschreibung

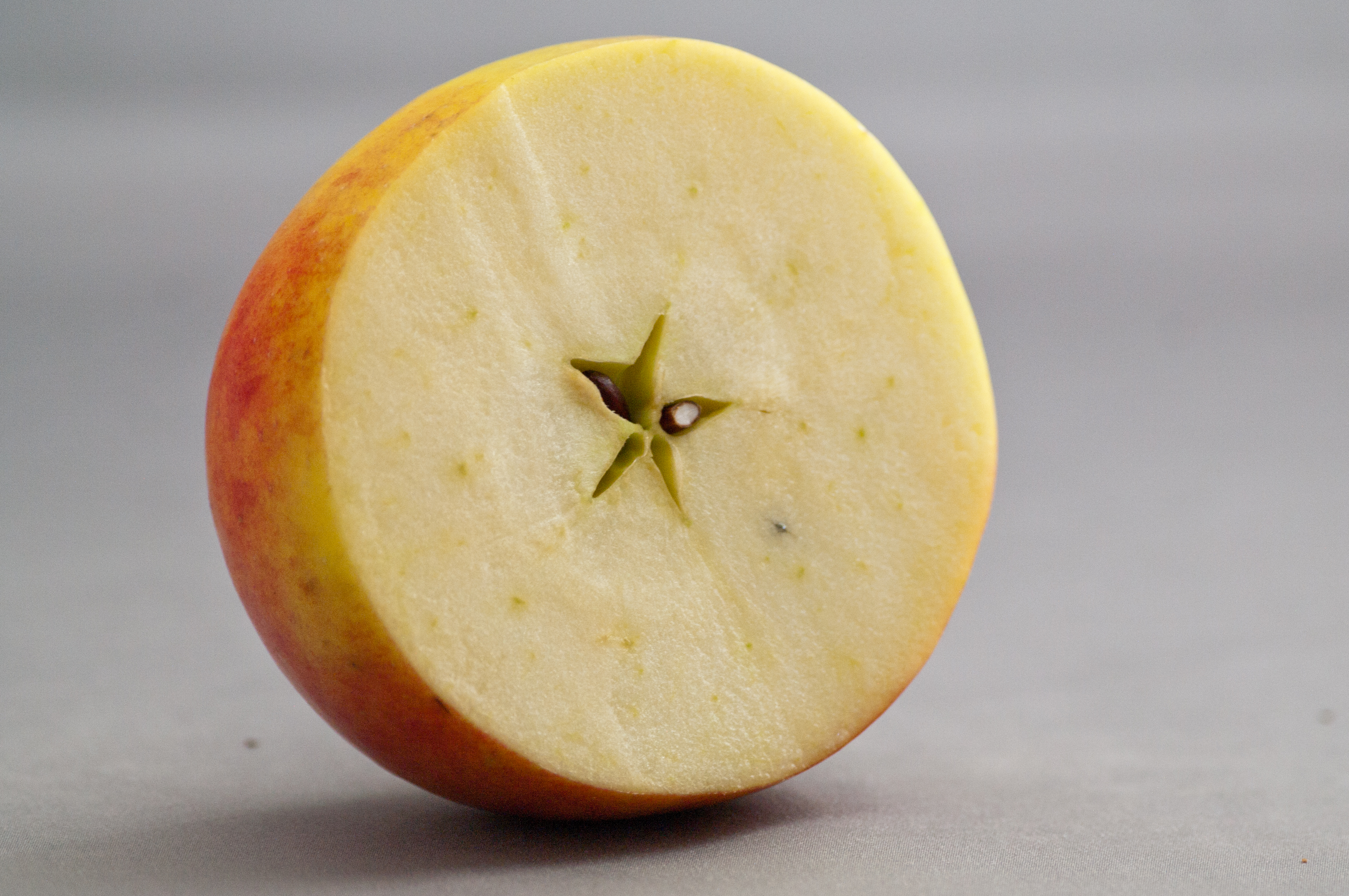
Nicoter, durchgeschnitten

Nicoter ähnelt im Aussehen stark Gala. Die Nicoter-Äpfel sind jedoch etwas konischer. Ihre Färbung geht mehr ins Rosa als die des roten Gala-Apfels. Die Äpfel sind mit einem Durchschnittsgewicht von 200 Gramm mittelgroß, dabei aber etwas größer als die meisten Gala-Mutanten. Die glattschaligen Früchte sind sehr regelmäßig und hochgebaut. Die Sorte hat sehr festes, knackiges Fruchtfleisch, ist dabei aber saftiger und aromatischer als Gala und eignet sich somit als Tafelapfel. Im Vergleich mit Braeburn ist die Sorte saftiger und hat festeres Fruchtfleisch, ist aber auch weniger süß. Nicoter hat einen der höchsten Säureanteile der derzeit im Handel befindlichen Äpfel und einen vergleichsweise geringen Anteil an Süße.
Bei einem internationalen Geschmackstest beim EU-Projekt Isafruit, bei dem einige etablierte, vor allem aber neue Apfelsorten teilnahmen, waren Kanzi-Äpfel am beliebtesten bei Essern der Geschmacksrichtung sauer-fest – das entspricht in Europa etwa einem Drittel der Konsumenten, in Deutschland knapp 60 %. Weniger beliebt war Kanzi bei Anhängern süßer Äpfel. Der Apfel war aber über alle Kundengruppen hinweg diejenige Sorte, die als optisch am attraktivsten eingestuft wurde.

## Anbau
Nicoter stammt wahrscheinlich von der Gala-Variante „Gala Must“ ab; sowohl Eigenschaften des Baums wie der Frucht ähneln am ehesten dieser Variante.
Über die Anbaubedingungen lassen sich nach wenigen Jahren Existenz der Sorte nur schwer sichere Aussagen machen. In den ersten Jahren lieferte der Baum bei mittelgroßem Wuchs ordentlich hohe und regelmäßige Erträge. Das beste Anbaugebiet für Nicoter liegt in Europa zwischen Südtirol und Norddeutschland. In Südtirol, wo der Apfel vor allem in Berglagen verbreitet ist, liegen seine Erträge etwa 10 % unter denen der Südtiroler Hauptsorte Golden Delicious. Der Apfel ist in Deutschland zur selben Zeit reif wie auch Golden Delicious. Die Äpfel am Baum reifen fast gleichzeitig, so dass bei einem einzelnen Pflückgang 50 bis 70 % der Ernte erbracht werden können.
Anfällig ist die Sorte für Schorf, gegen Obstbaumkrebs und Stippe ist sie nicht resistent. Bei falscher Lagerung kann relativ leicht Fruchtfleischbräune eintreten. Insbesondere in Gegenden mit wenig Temperaturunterschied zwischen Tag und Nacht, unter Hagelnetzen und in der Mitte des Baumes färben sich die Früchte oft nur schlecht aus.

## Clubsorte
Die ausschließlichen Rechte an Nicoter liegen bei einem einzigen Vermarkter. Dieser schließt Lizenzvereinbarungen mit verschiedenen Anbauern über Anbau und Vermarktung von Nicoter ab. Die Obstbauern müssen eine bestimmte Lizenzgebühr zahlen, die u. a. zur Vermarktung der Sorte verwendet wird, und die Äpfel müssen bestimmte Qualitätsanforderungen erfüllen, damit sie als Kanzi vermarktet werden können. Im Jahr 2009 erfüllten etwa drei Viertel der Nicoter-Äpfel die Kriterien, um als Kanzi verkauft zu werden. In jedem Anbaugebiet gibt es einen einzigen Anbieter, der Partner des Rechteinhabers Greenstar Kanzi Europe (GKE) ist und Kanzi vermarkten darf.

## Geschichte

### Entwicklung und Vermarktung
Die Sorte wurde von der Universität Leuven zusammen mit der belgischen Baumschule Johann Nicolaï ursprünglich im Jahr 1992 gezüchtet. Die amerikanische Patentanmeldung nennt Nicolaï als Erfinder der Sorte. Der erste Anbau von Nicoter im Ertragsanbau erfolgte im Jahr 2002 in den Niederlanden und in Belgien. Die Vermarkter haben den Anspruch, Kanzi mittelfristig zu einer europäischen Grundsorte mit einer Produktion von 100.000 Tonnen im Jahr zu machen. Im Jahr 2008 wurden in Europa etwa 750 Hektar mit Nicoter-Äpfeln bepflanzt.
Im Jahr 2009 betrug die Ernte etwa 25.000 Tonnen. In Europa standen 3,1 Millionen Nicoter-Bäume. Davon je 1,1 Millionen in Deutschland und in den Niederlanden. Je 400.000 Bäume standen in Belgien und Italien (Südtirol). Im selben Jahr begannen erste Versuche, den Apfel auf der Südhalbkugel der Erde anzubauen, um ihn in Europa ganzjährig liefern zu können. Gleichzeitig begann eine Marketingkampagne im Fernsehen, im Radio und in Zeitungen. 2011 bezeichnete Die Zeit den Apfel als „den Newcomer“ unter den in Deutschland im Handel erhältlichen Äpfeln. Im Jahr 2011 war Nicoter mit etwa vier Millionen angepflanzten Bäumen unter den neuen Clubsorten die am stärksten vertretene Sorte in Europa. In den beiden Hauptanbauländern Niederlande und Deutschland stagnierte jedoch die Entwicklung, da Unsicherheit gegenüber der Empfindlichkeit gegen Obstbaumkrebs bestand.
In Deutschland wurden Nicoter-Äpfel im Jahr 2011 auf insgesamt 483 Hektar angebaut, auf denen etwa 1,4 Millionen Bäume standen. Das entsprach 1,7 % der gesamten Anbaufläche für Äpfel. Davon befanden sich weit mehr als die Hälfte (870.000) in Baden-Württemberg, wo der Flächenanteil auch bei 3,3 % lag. Weitere größere Bestände stehen in Niedersachsen und Sachsen.
Die Erzeuger reichten 2001 unter anderem beim Gemeinschaftlichen Sortenamt und dem amerikanischen Patentamt erste Anmeldungen für den Sortenschutz ein. Nicoter ist seit 2001 in der Europäischen Union und seit 2006 in den USA durch ein Patent geschützt. Nicolaï übertrug die ursprünglichen Rechte an den belgischen Vermarkter Better3Fruit, eine Ausgründung aus der Universität Leuven. Dieser wiederum räumte Nicolaï das exklusive Recht ein, Nicoter anzubauen und ihn unter bestimmten Lizenzbedingungen an andere Züchter weiterzugeben. Mittlerweile hat Better3Fruit die ausschließlichen Vermarktungsrechte an den belgischen Großhändler European Fruit Corporation (efc) und dessen Tochter Greenstar Kanzi Europe (GKE) übertragen. GKE vertreibt auch die Sorte Nicogreen (Markenname Greenstar), die aus derselben Kooperation zwischen der Universität und der Baumschule stammt.

### Verfahren vor dem Europäischen Gerichtshof
Nicoter war am 20. Oktober 2011 im Verfahren C-140/10 Greenstar-Kanzi Europe NV („GKE“) v Jean Hustin and Jo Goossens Anlass für das erste Urteil des Europäischen Gerichtshofs (EuGH) zum Europäischen Sortenschutz. Er bezog sich dabei auf Verordnung (EG) Nr. 2100/94. Nicolaï hatte im Jahr 2004 – entgegen dem Vertrag mit Better3Fruit – in einem Fall 7000 Apfelbäume und die Anbaulizenz weitergegeben, ohne vom Käufer – dem Anbauer Hustin und dessen Käufer Goossens – entsprechende Lizenzvereinbarungen zu verlangen. Nachdem GKE 2005 die ausschließlichen Rechte an Nicoter/Kanzi erworben hatte, entdeckte GKE 2007 den nicht-lizenzkonformen Handel zwischen Nicolaï und Hustin. GKE verklagte den Anbauer Hustin auf Einhaltung der ursprünglichen Lizenzverträge zwischen Better3Fruits und Nicolaï. Hustin argumentierte mit dem Erschöpfungsgrundsatz. Zwar habe Nicolaï als Lizenznehmer sich nicht an seinen Vertrag mit Better3Fruit gehalten, die Ansprüche seien jedoch in diesem Verhältnis erschöpft gewesen. Der Rechteinhaber habe keine Rechte mehr gegen Hustin.
Während das Antwerpener Handelsgericht GKE Recht zusprach, fand sich die Berufungsinstanz 2008 auf der Seite von Hustin. Im Februar 2010 hatte der belgische Kassationshof die Fragen an den Europäischen Gerichtshof weitergegeben, weil der Erschöpfungsgrundsatz sich auf das Europäische Sortenschutzrecht beziehe. Auch gab er die Frage weiter, ob GKE überhaupt klageberechtigt sei oder ob dieses Recht allein dem eigentlichen Rechteinhaber Better3Fruits zukomme. Der EuGH wiederum entschied im Einklang mit anderen Entscheidungen im gewerblichen Rechtsschutz, dass eine Weitergabe entgegen den ursprünglichen Vereinbarungen keine Erschöpfung darstellt und der jetzige Rechtsinhaber GKE Ansprüche gegen Hustin hat. Auch ist es laut EuGH für einen ausschließlichen Lizenznehmer (GKE) und nicht nur für den eigentlichen Rechteinhaber (Better3Fruits) selbst dann möglich, Lizenzverletzungen zu verfolgen, wenn es ursprünglich nicht Vertragspartei war. Zudem spielt es laut EuGH keine Rolle, ob der Lizenzverletzer überhaupt von den Bestimmungen der Ursprungslizenz wusste. Der Erschöpfungsgrundsatz gilt im Europäischen Recht demnach generell auch im Sortenschutz, nicht jedoch, wenn gemäß Ursprungsvertrag erheblich gegen die Vertragsbedingungen mit dem eigentlichen Rechteinhaber verstoßen wurde.